# Dichagyris funestissima
Dichagyris funestissima là một loài bướm đêm trong họ Noctuidae.